# Kepler-62e
Kepler-62e – planeta pozasłoneczna zaliczana do typu superziem, krążąca wokół gwiazdy Kepler-62. Znajduje się około 1200 lat św. (368 pc) od Ziemi w gwiazdozbiorze Lutni. Planetę tę odkryto metodą tranzytową. Kepler-62e jest najprawdopodobniej ziemiopodobną planetą skalistą umiejscowioną w ekosferze, co oznacza, że na jej powierzchni może występować woda w stanie ciekłym. Indeks podobieństwa do Ziemi (ESI) dla tej planety wynosi 0,83.
Wiek planety wynosi 7 ± 4 mld lat, co oznacza, że jest starsza niż planety Układu Słonecznego. Jej masa jest nie większa niż 36 mas Ziemi, a jej promień wynosi 1,61 ± 0,05 promienia Ziemi. Kepler-62e okrąża swoją gwiazdę co 122 dni.